# قطعنامه ۲۲۷ شورای امنیت
قطعنامه  ۲۲۷ شورای امنیت سازمان ملل متحد که در تاریخ ۲۸ اکتبر ۱۹۶۶ تصویب شد، سندی بین‌المللی دربارهٔ توصیه در مورد انتصاب دبیر کل سازمان ملل است. این قطعنامه طی نشست ۱۳۱۱ام 
تصویب شد.